# Borley Rectory

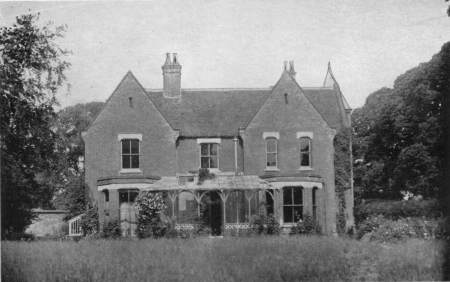
Borley Rectory

Borley Rectory was een victoriaans landhuis dat de naam kreeg het huis te zijn waar het het meest spookt. Het werd in 1862 gebouwd om de dominee van Borley en zijn gezin te huisvesten.
Het zou al spoken in de grote, in gotische stijl gebouwde pastorie sinds het gebouwd was. In 1929 vermenigvuldigden de rapporten over spoken zich plotseling, nadat de Daily Mirror het verslag gepubliceerd had van een bezoek van paranormaal onderzoeker Harry Price, die twee boeken zou schrijven over de paranormale activiteit in het huis.
De onbekritiseerde acceptatie van Price' rapporten resulteerde in een formele studie door de Society for Paranormal Research (SPR), die de meeste waarnemingen afdeed als ofwel ingebeeld, dan wel gefabriceerd, wat twijfel zaaide over Price' geloofwaardigheid. Nu wordt er over het algemeen geen geloof gehecht aan zijn beweringen. Noch het rapport van de SPR, noch de recente biografie van Price hebben de publieke interesse in de verhalen neergeslagen, en nieuwe boeken en tv-documentaires blijven de fascinatie voor de pastorie van het publiek bevredigen.
Een kort programma over de vermeende spokerijen dat in 1959 door de BBC uitgezonden zou worden, werd afgelast vanwege de bezorgdheid over een mogelijke gerechtelijke actie door Marianne Foyster, de weduwe van de laatste dominee die op het huis woonde.

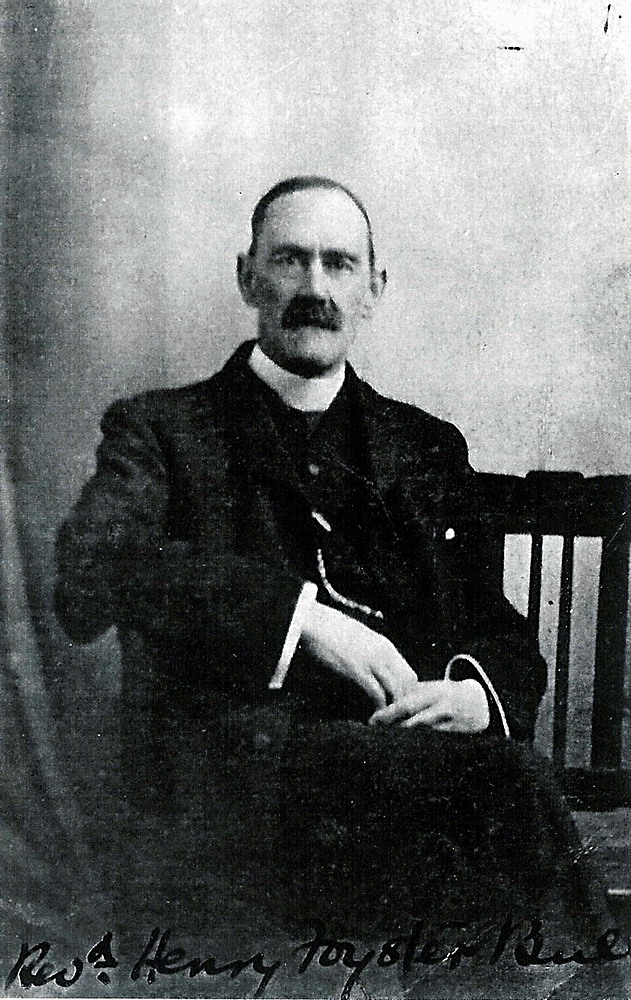
Dominee Bull

## Geschiedenis
Borley Rectory werd in 1862 gebouwd vlak bij de kerk van Borley, door dominee Henry Dawson Ellis Bull. Hij trok er in, een jaar nadat hij tot dominee van de parochie benoemd was. Het huis verving een oudere pastorie die in 1839 door brand verwoest was. Het huis werd later met een vleugel uitgebreid om Bulls gezin met veertien kinderen te kunnen huisvesten.
De nabijgelegen kerk, waarvan het schip uit de twaalfde eeuw zou kunnen stammen, dient een verspreid liggende plattelandsgemeenschap die uit drie gehuchten bestaat, en zo de parochie vormt. Er zijn nog verschillende boerderijen en fragmentarische resten van Borley Hall, eens de zetel van de familie Waldegrave. Spokenjagers halen vaak de legende aan van een Benedictijner klooster dat rond 1362 op deze plek gebouwd zou zijn, en van waaruit een monnik een relatie zou onderhouden met een non uit een nabijgelegen klooster. Nadat hun affaire was ontdekt, zou de monnik geëxecuteerd zijn, en de non levend ingemetseld in de kloostermuren. In 1938 werd bevestigd dat deze legende niet op een historische basis stoelt, en dat die mogelijk door de kinderen van de dominee verzonnen was om de roodstenen gotische pastorie een romantisch tintje te geven.

## Spokerijen
De eerste paranormale gebeurtenissen vonden rond 1863 plaats, toen er onverklaarbare voetstappen in het huis gehoord werden. Op 28 juli 1900 vertelden vier dochters van de dominee dat ze in de schemering de geest van een non dachten te zien, op een afstand van ongeveer 37 m van het huis; ze probeerden er tegen te praten, maar ze verdween toen ze dichterbij kwamen. De plaatselijke organist herinnerde zich dat het gezin op de pastorie ervan overtuigd waren dat ze bij verschillende gelegenheden een verschijning gezien hadden. Verschillende mensen beweerden dat ze getuige waren van een verscheidenheid aan raadselachtige incidenten, zoals een spookkoets bereden door twee mannen zonder hoofd. Henry Bull stierf in 1892, en zijn zoon, Harry Bull nam het ambt van zijn vader over.
Op 9 juni 1927 stierf Harry Bull, en kwam de pastorie leeg te staan. Het volgende jaar, op 2 oktober, verhuisden dominee Guy Eric Smith en zijn vrouw naar het huis. Vlak nadat ze ingetrokken waren vond mevrouw Smith bij het schoonmaken van een kast de schedel van een jonge vrouw verpakt in bruin papier. Kort daarop rapporteerde het echtpaar verschillende incidenten, waaronder het rinkelen van dienstbellen, ondanks dat deze niet meer aangesloten waren, lichten die achter de ramen verschenen en onverklaarbare voetstappen. Daar voegde mevrouw Smith nog aan toe dat ze 's nachts een door paarden getrokken koets gezien meende te hebben. De Smiths namen contact op met de Daily Mirror met de vraag in contact te worden gebracht met de Society for Psychical Research. Op 10 juni 1929 zond de krant een journalist, die prompt de eerste van een serie artikelen schreef, waarin de mysteries van Borley uit de doeken gedaan werd. De krant zorgde er ook voor dat Harry Price een bezoek bracht aan het huis dat hem uiteindelijk beroemd zou maken. Hij arriveerde op 12 juni, en gelijk traden er nieuwe fenomenen op, zoals het gooien van stenen, een vaas en andere voorwerpen. "Boodschappen" van geesten klonken op uit de lijst van een spiegel. Zodra Price het huis verliet, hielden deze op. Later verklaarde mevrouw Smith dat ze al vermoedde dat Harry Price de veroorzaker van de fenomenen was.
De Smiths verlieten Borley op 14 juli 1929, en de parochie had enige moeite met het vinden van een vervanger. Het volgende jaar, op 16 oktober 1930, betrokken dominee Lionel Algernon Foyster (1878-1945), een volle neef van de Bulls, en zijn vrouw Marianne, geboren Marianne Emily Rebecca Shaw, met hun geadopteerde dochter Adelaide de pastorie. Lionel Foyster schreef een verslag van de verschillende vreemde incidenten die zich voordeden in de periode tussen de dag dat ze in huis trokken en oktober 1935 toen ze weer vertrokken, en wat hij naar Harry Price stuurde. De voorvallen betroffen onder meer het gerinkel van bellen, het gooien van flessen en stenen, het schrijven op muren en het opgesloten worden in kamers waar geen sleutels van waren. Marianne Foyster vertelde aan haar echtgenoot een hele serie klopgeestfenomenen, waaronder het feit dat ze uit bed gegooid werd. Tijdens één gelegenheid werd Adelaide aangevallen door "iets gruwelijks". Foyster heeft twee keer geprobeerd een exorcisme uit te voeren, maar beide zonder resultaat. Te midden van het eerste exorcisme werd hij geraakt door een vuistdikke steen. Vanwege de publiciteit in de Daily Mirror trokken de incidenten de aandacht van verschillende spiritistische onderzoekers, die na onderzoek unaniem waren over het feit dat ze, al dan niet bewust, veroorzaakt werden door Marianne Foyster. Mevrouw Foyster verklaarde later dat ze het gevoel had dat een aantal van de incidenten veroorzaakt werden door haar echtgenoot in samenhang met de onderzoekers, maar andere gebeurtenissen leken echte paranormale verschijnselen te zijn. Marianne gaf later toe een seksuele relatie te hebben met de huurder van een van de bijgebouwen, Frank Pearless, en dat ze de paranormale gebeurtenissen gebruikte als dekmantel voor haar afspraakjes. De Foysters verlieten Borley in oktober 1935 vanwege Lionels zwakke gezondheid.

## Het onderzoek van Price
Borley bleef enige tijd na het vertrek van de Foysters leegstaan, totdat in mei 1937 Harry Price het huis een jaar lang huurde van de Queen Anne's Bounty, de eigenaars van het goed.
Via een advertentie in The Times op 25 mei 1937, en verschillende persoonlijke gesprekken, rekruteerde Price een leger van 48 "officiële observanten", voornamelijk studenten, die periodes, meestal in de weekeinden, doorbrachten op de pastorie, met de instructies elk fenomeen dat zich voordeed te rapporteren. In maart 1938 hield Helen Glanville (de dochter van S.J. Glanville, een van Price' helpers) in Streatham in zuid Londen een seance met een planchette. Price rapporteerde dat ze contact gemaakt had met twee geesten, waarvan de eerste een jonge non was die zichzelf voorstelde als Marie Lairre. Volgens de planchette was Marie een Franse non die haar orde verliet en naar Engeland reisde om er te trouwen met een lid van de familie Waldegrave, de eigenaars van het zeventiende-eeuwse landhuis Borley Hall. Ze zei vermoord te zijn in een eerder gebouw op de plaats van de pastorie, en haar lichaam was of begraven in de kelder, of gedumpt in een ongebruikte put. Het schrift op de muren werden uitgelegd als haar smeekbede om hulp.
De tweede geest stelde zichzelf voor als Sunex Amures, en beweerde dat hij de pastorie in brand zou steken om negen uur 's avonds op 27 maart 1938. Hij zei ook dat dan de beenderen van een vermoord persoon aan het licht zouden komen.

## Verwoesting

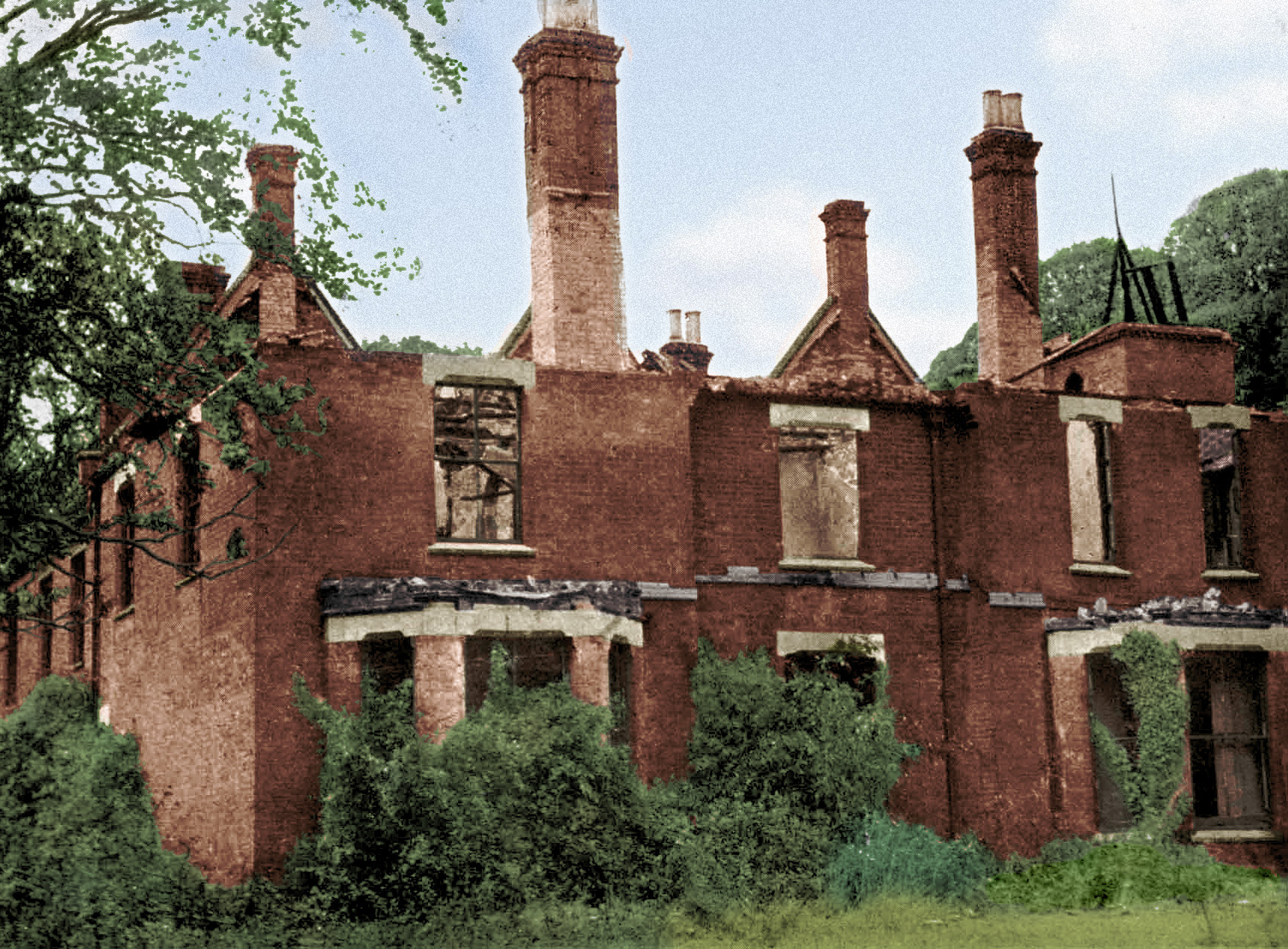
Borley Rectoy

Op 27 februari 1939 was de nieuwe eigenaar van de pastorie, kapitein W.H. Gregson, dozen aan het uitpakken en stootte daarbij per ongeluk een olielamp om in de hal. Het vuur verspreidde zich snel en het huis raakte ernstig beschadigd. Na onderzoek naar de oorzaak van de brand kwam de verzekeringsmaatschappij tot de conclusie dat er opzettelijk brand gesticht was.
Mejuffrouw Williams, uit de nabijgelegen Borley Lodge, zei dat ze de figuur van de spooknon achter een raam op de eerste verdieping had zien staan, en volgens Harry Price vroeg ze een guinea voor haar verhaal. In augustus 1943 leidde Harry Price een korte opgraving in de kelders van het geruïneerde huis, en ontdekte twee beenderen die van een jonge vrouw hadden kunnen zijn. De beenderen kregen een christelijke begrafenis op het kerkhof van Liston, nadat de parochie Borley weigerde de ceremonie plaats te laten vinden vanwege de lokale mening dat het de botten van een varken zouden zijn.
In 1944 werden de restanten van het huis afgebroken. De stallen en schuren werden verbouwd tot woningen. Van het huis zelf is niets meer over.

## Het onderzoek van de Society for Psychical Research
Na de dood van Price in 1948, onderzochten Eric Dingwall, Kathleen M. Goldney en Trevor H. Hall, drie leden van de Society for Psychical Research, waarvan er twee Price' meest loyale medewerkers waren, zijn beweringen over Borley. Hun bevindingen werden in 1956 gepubliceerd in een boek, The Haunting of Borley Rectory, waarin geconcludeerd werd dat Price enige van de fenomenen frauduleus had geproduceerd.
Het "Borley-rapport", zoals de studie van de SPR bekend kwam te staan, beweerde dat vele van de fenomenen of nep waren, of te wijten waren aan natuurlijke oorzaken, zoals ratten, en de vreemde akoestiek vanwege de vreemde vorm van het huis. In hun conclusie schreven Dingwall, Goldney en Hall dat "wanneer geanalyseerd, het bewijs voor spoken en klopgeestactiviteit voor elke periode in kracht lijkt af te nemen en uiteindelijk te verdwijnen". Terence Hines schreef dat mevrouw Marianne Foyster, echtgenote van dominee Lionel Foyster, die van 1930 tot 1935 op de pastorie woonde, actief bezig was met het frauduleus creëren van fenomenen. Price zelf gooide kolen op het vuur en maakte verschillende fenomenen zelf als hij op de pastorie was.
Marianne gaf later toe dat ze geen verschijningen gezien had, en dat de spookachtige geluiden veroorzaakt werden door de wind en vrienden die ze uitgenodigd had; en in andere gevallen had zij zelf grappen uitgehaald met haar echtgenoot. Veel van de legendes over de pastorie zijn verzonnen. De kinderen van Harry Bull die in het huis gewoond hebben voor Lionel Foyster, beweerden nooit iets gezien te hebben, en waren verrast te horen dat zij in Engelands grootste spookhuis hadden gewoond.
Robert Hastings was een van de weinige SPR-onderzoekers die Price verdedigden. Price' literaire executeur Paul Tabori en Peter Underwood hebben Price ook verdedigd tegen de beschuldigingen van fraude. Eenzelfde benadering werd in 1996 gedaan door Ivan Banks. Michael Coleman schreef in 1997 in een rapport voor de SPR dat Price' verdedigers niet in staat waren de kritieken overtuigend te weerleggen.